# Stanisław Chudzik
Stanisław Chudzik (ur. 29 marca 1920 w Wojciechowie, zm. 14 kwietnia 1945 nad kanałem Ruppiner) – oficer, uczestnik II wojny światowej w szeregach ludowego Wojska Polskiego. Kawaler orderu Virtuti Militari.
Urodził się w rodzinie chłopskiej, był synem Tomasza Chudzika. Po zakończeniu edukacji na poziomie szkoły powszechnej, pracował w olejarni w Łucku na Zachodniej Ukrainie. W czasie wojny, przebywąjąc pod okupacją niemiecką wstąpił do oddziału samoobrony. Po dotarciu na ziemie polskie oddziałów ludowego Wojska Polskiego, został zmobilizowany i skierowany do 1 Oficerskiej Szkoły Piechoty. Po ukończeniu szkoły, jako oficer w stopniu podporucznika został skierowany do 1 Armii Wojska Polskiego, walczącej w tym czasie z armią niemiecką na Wale Pomorskim. Początkowo dowodził plutonem, a później kompanią w 6 pułku piechoty. Wraz z 6 pp dotarł pod Berlin. Poległ w czasie walk nad kanałem Ruppiner.

## Ordery i odznaczenia
- Virtuti Militari V klasy (pośmiertnie)[3]